# 고덕 그라시움
고덕 그라시움(영어: Godeok Gracium)은 대한민국 서울특별시 강동구 고덕동(상일동역 인근)에 건설된 아파트 단지로, 고덕주공 2단지와 삼익그린 12단지를 재건축한 단지이다. 2016년 7월에 착공하여 2019년 9월에 완공되었다. 53개동 4,932세대로 구성되어 있다.